# Zughafen
Der Zughafen ist ein Kulturzentrum, das im ehemaligen Güterbahnhof Erfurt ein früheres Verwaltungsgebäude mit Nebengebäuden von der Deutschen Bahn AG gemietet hat, um die Räume an Künstler und Unternehmen der Kreativwirtschaft weiterzuvermieten.

## Geschichte

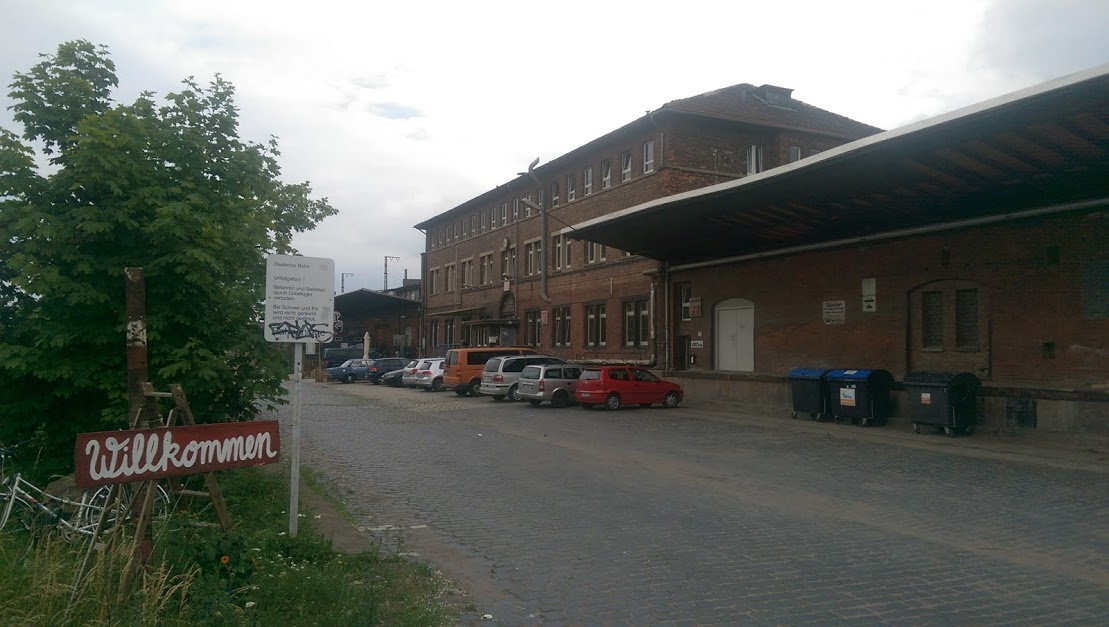
Das Hauptgebäude des Zughafens auf dem ehemaligen Güterbahnhof (2017)

Der Zughafen wurde 2002 von dem Erfurter Musikern Clueso (Thomas Hübner), Norman Sinn und Cluesos Manager Andie Welskop gegründet, um die Räume zunächst selbst als Musikstudios zu nutzen. Dabei entstand „eine Vision eines Künstlernetzwerkes, die Vision eines lebendigen Ortes, der Energie verströmt und zu einem Kreuzungspunkt wird“. Zu den weiteren Künstlern und Musikgruppen, die dort Räume nutzten und zum Teil zusammenarbeiteten, gehörten Ryo Takeda, Jan Roth, Martin Kohlstedt, Sascha Stiehler, Antonio Lucaciu und die STÜBAphilharmonie.
Am 6. Dezember 2011 fand im Zughafen Cluesos zweiter Street-Gigs-Auftritt statt. Am 7. September 2015 verkündete Clueso, dass er sich von seiner Erfurter Band trennen werde und verließ den Zughafen.
Daraufhin entwickelte der Zughafen ein neues Konzept. Bereits 2013 war erstmals auf dem Gelände ein Flohmarkt, der „Hafenmarkt“, veranstaltet worden, der seitdem jährlich im Frühling stattfindet. Am 23. Mai 2016, während der Flüchtlingskrise veranstaltete der Zughafen erstmals einen „Markt der Möglichkeiten“ auf dem Gelände, um jungen Flüchtlingen und Einheimischen die Möglichkeit eines Austausches zu geben. Ebenfalls im Jahr 2016 wurde der Netzwerk Kulturbahnhof e.V. als Unterstützungsverein des Kulturzentrums gegründet.
2017 fand erstmals ein Street Food Festival statt. Zu dieser Zeit gab es ca. 25 Mieter auf dem Gelände, darunter Musiker und Künstler wie Marc Jung, die Brauerei Heimathafen, sowie Werbe- und Künstleragenturen und weitere Unternehmen der Kreativwirtschaft. Eine 900 m² große ehemalige Güterhalle wird für Konzertveranstaltungen genutzt und kann auch angemietet werden.
Am 9. Oktober 2017 wurde die Zughafen Kulturbahnhof GmbH mit Andie Welskop als Gesellschafter und Geschäftsführer gegründet, die als Träger des Zughafens und Vertragspartner der Deutschen Bahn bei der Anmietung der Räume fungiert.
Seit 2023 findet jährlich Anfang Mai das Bierfest Flanieren mit Bieren statt, an dem sich ungefähr 20 Brauereien beteiligen.

## Auszeichnungen
- 2012 Kulturpreis der Stadt Erfurt